# Déclaration constitutionnelle provisoire de la Libye
Lire en ligne

(ar) Version officielle ; (fr) Traduction non officielle hébergée sur le site de L'Express

Constitution libyenne de 1977 (Jamahiriya arabe libyenne)
La Constitution provisoire de la Libye, formellement appelée Déclaration constitutionnelle provisoire de la Libye est en vigueur depuis le 3 août 2011. Elle régit l'organisation des pouvoirs publics en Libye jusqu'à l'adoption d'une constitution définitive.

## Historique
Adoptée par le Conseil national de transition le 3 août 2011, elle abroge la Constitution libyenne de 1977 instaurant la Jamahiriya arabe libyenne populaire et socialiste, après la chute de Mouammar Kadhafi.

## Texte
La déclaration comprend cinq sections regroupant trente-sept articles :
- 1 à 6 : dispositions générales sur l'État de Libye ;
- 7 à 16 : droits et libertés publiques ;
- 17 à 30 : organisation des pouvoirs publics pendant la transition ;
- 31 à 33 : garanties judiciaires ;
- 34 à 37 : dispositions finales.

### Amendement de 2014
En août 2014, la Chambre des représentants adopte une modification de la déclaration constitutionnelle. Cet amendement dispose que le futur président provisoire doit être élu au suffrage universel dans les 40 jours suivant son adoption. Cet amendement est cependant rendu inopérant par la situation que connaît le pays.

## Sources
- (en) Cet article est partiellement ou en totalité issu de l’article de Wikipédia en anglais intitulé « Constitution of Libya » (voir la liste des auteurs).

## Compléments